# Zhong Mengying
Zhong Mengying (1990) es una deportista china que compite en triatlón. Ganó una medalla en los Juegos Asiáticos de 2018, y tres medallas en el Campeonato Asiático de Triatlón entre los años 2016 y 2021.

## Palmarés internacional
| Juegos Asiáticos    | Juegos Asiáticos         | Juegos Asiáticos  | Juegos Asiáticos |
| Año                 | Lugar                    | Medalla           | Prueba           |
| ------------------- | ------------------------ | ----------------- | ---------------- |
| 2018                | Palembang (Indonesia)    | Medalla de plata  | Individual       |
| Campeonato Asiático |                          |                   |                  |
| Año                 | Lugar                    | Medalla           | Prueba           |
| 2016                | Hatsukaichi (Japón)      | Medalla de bronce | Relevo mixto     |
| 2019                | Gyeongju (Corea del Sur) | Medalla de plata  | Relevo mixto     |
| 2021                | Hatsukaichi (Japón)      | Medalla de oro    | Individual       |